# Agrostula
Agrostula, monotipski rod trajnica iz porodice travovki. Rod je nastao 2020. izdvajanjem jedne vrste iz roda Agrostis.
A. truncatula se javlja u dvije podvrdste a raširena je po zapadnim Pirenejima i u Maroku.

## Podvrste
- Agrostula truncatula subsp. durieui (Boiss. & Reut. ex Willk.) P.M.Peterson, Romasch., Soreng & Sylvester
- Agrostula truncatula subsp. truncatula

## Sinonimi
- Agrostis truncatula Parl.
- Neoschischkinia truncatula (Parl.) Valdés & H.Scholz